# 418
Évszázadok: 4. század – 5. század – 6. század
Évtizedek: 370-es évek – 370-es évek – 380-as évek – 390-es évek – 400-as évek – 410-es évek – 420-as évek – 430-as évek – 440-es évek – 450-es évek – 460-as évek
Évek: 413 – 414 – 415 – 416 –  417 – 418 – 419 – 420 – 421 – 422 – 423

## Események

### Nyugat- és Keletrómai Birodalom
- Honorius (nyugaton) és II. Theodosius (keleten) császárokat választják consulnak.
- A Honoriusszal szövetséges Wallia vizigót király Hispániában megtámadja és legyőzi az alánokat és a vandálok siling törzsét. Az alánok olyan súlyos veszteségeket szenvednek, hogy majdnem kiirtják őket; királyuk, Attaces is elesik. A silingek és alánok Gundericnél, a hasding vandálok uralkodójánál keresnek menedéket, aki felveszi az alán király címet is.
- Meghal Wallia. A vizigótok Athaulf egyik rokonát, Theodorikot választják királyukká.
- Zosimus pápa eltörli Pelagius kiközösítettségét, de aztán Honorius császár és az africai püspökök nyomására megerősíti elődje döntését és eretneknek nyilvánítja és kiközösíti az aszkéta szerzetest. Karthágóban zsinatot hívnak össze, amely elítéli Pelagius tanait, őt pedig Jeruzsálembe száműzik.
- December 26.: meghal Zosimus pápa. Papok egy csoportja még aznap Eulaliust választja utódjául. Egy nappal később a papok többsége Bonifatiust választja meg pápának.[1]
- Menorcán a püspök felbujtására a keresztények felgyújtják a zsinagógát és erőszakkal megkeresztelnek minden zsidót.
- Teljes napfogyatkozás látható egész Dél-Európában Hispániától Kis-Ázsiáig.

## Születések
- Júrjaku japán császár
- Justa Grata Honoria, III. Constantius római császár lánya

## Halálozások
- december 26. – Zószimosz pápa[1]
- Wallia, vizigót király

## Fordítás
- Ez a szócikk részben vagy egészben  a(z)   418 című angol Wikipédia-szócikk ezen változatának fordításán alapul.  Az eredeti cikk szerkesztőit annak laptörténete sorolja fel. Ez a jelzés csupán a megfogalmazás eredetét és a szerzői jogokat jelzi, nem szolgál a cikkben szereplő információk forrásmegjelöléseként.